# Eryngium moluccanum
Eryngium moluccanum är en flockblommig växtart som beskrevs av Buwalda. Eryngium moluccanum ingår i släktet martornar, och familjen flockblommiga växter. Inga underarter finns listade i Catalogue of Life.